# Замена (фудбал)
Замена у фудбалу је процедура у којој тренер екипе играча који је на терену за игру замењује играчем који је на клупи (замеником).

## Процедура
Судија мора бити обавештен пре него што се изврши замена. Замена се врши у прекиду игре тако што заменик у нивоу средишне попречне линије улази у игру (ступа на терен), под условом да је играч кога замењује претходно напустио терен. Тада заменик постаје играч, док играч који је замењен не може више да улази у игру. Такође, пре него што заменик уђе у игру помоћни судија проверава да ли је заменик адекватно опремљен.
Било који играч екипе на терену може да замени место с голманом, уколико је пре тога судија обавештен, и само у прекиду игре.
Замену тренер може извршити ради тактике, тако што на пример уводи одбрамбеног играча уместо нападача ради појачавања одбрамбене тактике, или обрнуто. Замена се често може извршити у случају повреде играча који не може да настави меч.
Уколико се капитен екипе замени, капитен постаје заменик капитена, а уколико се и он замени капитен постаје играч који има највећи ауторитет међу играчима после заменика капитена.
Уколико се голман екипе повреди, тренер врши замену тако што уместо њега убацује у игру резервног голмана. Уколико се голман искључи из игре, тренер врши замену неког од играча тако што убацује у игру резервног голмана. Ако се догоди неки од ова два случаја, а претходно је извршен максималан број замена (најчешће 3), голман постаје неко од преосталих играча и облачи голмански дрес наопако.

## Прекрешаји и казне
Ако заменик уђе у терен за игру без судијине дозволе игра се прекида, заменик добија жути картон и враћа се на клупу, а игра се наставља индиректним слободним ударцем за противничку екипу. Ако играч и голман без судијине дозволе замене места игра се не прекида, већ у првом прекиду играч и голман добијају по жути картон.
У случају да пре почетка утакмице играч добије црвени картон он се може заменити неким замеником, а сам играч не може учествовати на утакмици. А ако пре почетка утакмице и заменик добије црвени картон, ни он не може да учествује на утакмици.

## Знаци судија
Пре извршења замене у прекиду игре, помоћни судија обавештава главног судију тако што подиже заставицу и држи је обема рукама изнад главе за оба краја заставице. Главни судија допушта извршење замене, док четврти судија изнад главе показује бројеве играча који се замењују. Ако на некој утакмици нема четвртог судије, овлашћено лице екипе која врши замену дужно је код најаве замене и знака судије да одобрава замену, да високо изнад главе покаже бројеве играча који се замењују и држи бројеве све док се замена не изврши.

## Број замена и број заменика
У већини службених ФИФА-иних такмичења која организују конфедерације и национални савези, могуће је извршити 3 замене. Правила неког такмичења морају да прецизирају број заменика на клупи, од најмање 3 до највише 7.
На пријатељским утакмицама националног А тима може се ивршити највише 6 замена. У осталим пријатељским или ревијалним мечевима може се вршити више замена под условом да се екипе договоре о броју замена, и да је судија обавештен пре почетка утакмице.
На свим утакмицама имена заменика се морају дати судији пре утакмице. Заменици који нису пријављени не могу да учествују на утакмици.